# Caroline Valenta
Caroline Valenta (27 de maio de 1924 - 20 de fevereiro de 2013) foi uma fotojornalista americana. Valenta nasceu em 1924 em Shiner, Texas. Ela foi a primeira fotógrafa contratada pelo Houston Post, onde trabalhou por oito anos a partir de 1945. Vlaneta ganhou reconhecimento internacional pelas suas fotos de 1947 do desastre de Texas City.
O seu trabalho foi incluído na exposição de 1949 The Exact Instant no Museum of Modern Art de Nova York.
O seu trabalho encontra-se incluído na coleção do Museu de Belas Artes de Houston.